# 高橋順吉
高橋 順吉（たかはし じゅんきち、1905年3月30日 - 1985年6月20日）は、日本の銀行家。十六銀行頭取を務めた。岐阜県出身。

## 経歴・人物
1928年に京都帝国大学経済学部を卒業し、1930年に赤坂銀行に入行。1942年5月に十六銀行に転じ、1948年6月に取締役、1953年4月に常務、1954年6月に専務を経て、1958年2月に副頭取に就任し、1963年2月には頭取に昇格。1984年3月に会長に就任。
1969年10月に藍綬褒章を受章し、1975年4月に勲三等瑞宝章を受章。
1985年6月20日呼吸不全のために死去。80歳没。